# Anisostachya
Anisostachya es un género de plantas con flores perteneciente a la familia Acanthaceae. El género tiene 62 especies descritas de hierbas y de estas, solo 2 aceptadas.

## Taxonomía
El género fue descrito por Christian Gottfried Daniel Nees von Esenbeck y publicado en Prodromus Systematis Naturalis Regni Vegetabilis 11: 368. 1847. La especie tipo es: Anisostachya bojeri Nees. 
Etimología
Anisostachya: nombre genérico que deriva de las palabras griegas: ανισος (anisos), que significa "desigual", y  (stachy), que significa "espiga", en referencia a sus espigas desiguales.

## Especies deAnisostachya
- Anisostachya elythraria (Lindau) Benoist
- Anisostachya triticea (Baker) Benoist